# Йорг Гайдер
Йорґ Гайдер (нім. Jörg Haider, 26 січня 1950, Бад-Гойзерн, Верхня Австрія — 11 жовтня 2008, Ламбіхль, Кетмансдорф, Австрія) — правий австрійський політик, довголітній лідер Австрійської Партії Свободи, 2005 засновник політичної партії Спілка за майбутнє Австрії, в 1989—1991 і з 1999 до 2008 — обраний губернатор Каринтії.

## Біографія
Йорґ Гайдер закінчив школу в Бад-Ішлі (Зальцкаммергут) на відмінно й у 1968—1973 здобув правничу освіту в Віденському університеті, що там уходив до націоналістичних студентських об'єднань. У 1970—1974, ще бувши студентом, Гайдер очолив молодіжне крило Австрійської партії свободи (Freiheitliche Partei Österreichs, FPÖ). Після дев'яти місяців обов'язкової військової служби, самохіть відслужив ще один річний термін.

## Походження
Батько Гайдера, простий швець Роберт Гайдер, вступив в НСДАП в 1929 у віці 15 років, і залишався вірним нацизму в період австрофашизму, 1934—1938, коли партія Адольфа Гітлера була офіційно заборонена. У 1933 він втік до Німеччини і повернувся до Австрії в ході невдалого нацистського путчу в липні 1934. Після арешту і висилки до Німеччини Роберт Гайдер вступив в Австрійський легіон СА, відслужив два роки у вермахті і знову повернувся до Австрії після аншлюсу. З 1940 — стройовий офіцер, воював на Східному та Західному фронтах, в кінці війни був списаний в запас після поранень. Мати, Доротея Рупп — вчителька за освітою, дочка головного лікаря лікарні в Лінці, також належала до НСДАП. Батьки одружилися в 1945, незадовго до поразки Німеччини, в той же рік народилася старша дочка Урсула (у шлюбі Гаубнер, також політична діячка, заступниця Гайдера в нинішньому Альянсі за майбутнє Австрії). Повоєнний процес денацифікації в цілому обійшов сім'ю стороною (якийсь час Доротеї Гайдер була заборонена робота за фахом). Сім'я жила небагато, проте далекі родичі Гайдера володіли маєтком Беренталь в Каринтії, викуплене за Гітлера у італійських євреїв. Гайдер успадкував його в 1983, сьогодні Беренталь оцінюється в 15 мільйонів доларів. Про настрої майбутнього політика може свідчити такий факт: коли в дитинстві Гайдер займався фехтуванням, ляльку, на якій він відпрацьовував удари, він назвав Симон Візенталь.

## Освіта
Йорг Гайдер закінчив школу в Бад-Ішлі (Зальцкаммергут) з відзнакою і в 1968—1973 здобув юридичну освіту у Віденському університеті, де входив до націоналістичних студентських об'єднання.
У 1970—1974, ще студентом, Гайдер очолив молодіжне крило Австрійської партії свободи (АПС).
Після дев'яти місяців обов'язкової військової служби, добровільно відслужив ще один річний термін.

### Початок політичної кар'єри
Відслуживши, Гайдер повернувся до партійної діяльності та зробив блискавичну кар'єру, ставши 1976 секретарем регіонального відділу в Каринтії. Віком 29 років він став наймолодшим зі 183 членів австрійського федерального парламенту, що його обирають за партійними списками (в ті часи, АПС збирала на виборах не більше від 5-6 % голосів). На початку вісімдесятих років Гайдер, упевнено критикуючи лідерів АПС за альянси з соціал-демократами, піднявся до рівня керівника регіонального відділу. У вересні 1986 на з'їзді АПС Гайдера було обрано на федерального керівника партії, випередивши віцеканцлера Норберта Штегера.
Аж до 1989, на виборах у Каринтії переважала Соціал-демократична партія Австрії. Вже 1989 її частка на виборах упала нижче від 50 %, і влада в регіоні перейшла до тимчасового союзу АПС і Австрійської народної партії. Як ділили портфелі, Гайдера було обрано на губернатора Каринтії. Проте 1991 йому довелося подати у відставлення через заяву про те, що «в Третьому Рейху існувала гідна політика працевлаштування, це те, чого нездатний народити нинішній уряд у Відні». Альянс АПС-АНП зруйнувався, й Гайдер зміг повернутися на губернаторський пост тільки 1999, коли його партія досягла 42 % на регіональних виборах.
Під Гайдеровим керівництвом АПС зайняла вкрай правий сектор політичного життя, проголошуючи такі націоналістичні цінності, як вимоги припинити імміграцію й відмовитися від вступу до Європейського Союзу. Нова лінія здобула масове підтримання, й частка АПС на федеральних виборах зросла з 5 % 1986 до 27 % у 1999 році. Гайдер зумів зломити внутрішні суперечності в партії, ставши одноосібним лідером колись роздрібненого руху. Він привернув на свою сторону й прихильників забороненої нацистської партії, й ліберальний протестний електорат, що раніше голосував за соціал-демократів і АНП. У ці роки в суспільстві стали більше обурюватися зі «стояння» й безруху внаслідок так званої пропорційної системи призначень (нім. Proporz), що за неї визнані політичні меншини мали право на місце у виконавчій владі, а посади середнього рівня закріплювано за їхніми представниками на десятиліття. Всі незадоволені з «великої коаліції» АНП і СДПА збиралися під крилом Гайдерової партії.

### Коаліція 2000 року й міжнародний бойкот
Європейська офіціоза та преса вважали Гайдера за популіста-вискочня, негідного виходити в велику політику, а його погляди — за несумісні з принципами устрою Євросоюзу. Тому, коли лідер АНП Вольфганг Шюссель і Йорґ Гайдер оголосили про свій союз 2000 року, Австрія вмить стала вигнанкою всередині Європи. Як на команду, 14 країн ЄС різко скоротили співпрацю з Австрією. Ізраїль відкликав свого посла з Відня в лютому 2000 року на знак протесту проти того, щоб впровадити до коаліційного уряду Австрії «Партію свободи». З їхнього погляду, відбулося неприпустиме — в Європі впав негласний санітарний кордон, що не допускав у велику політику радикальних націоналістів. Ізоляція Австрії не принесла користі ані їй, ані Гайдеровим супротивникам. У тому таки 2000 році бойкот було знято, а сам Гайдер склав із себе формального титулу лідера АНП на користь Сюзани Рисс-Пассер (заразом залишаючись за реального лідера партії).

### Розлам 2002—2005 року
У вересні 2002, на нараді в Кнітенфельді, опозиційні члени АПС зробили внутрішньопартійний заколот. Рисс-Пассер, бувши не присутньою на нараді, міністр фінансів Грассер і очільник парламентської фракції АНП Вестенгалер подали у відставлення — й із партійних, і з державних посад. Парламентська криза призвела до позачергових федеральних виборів у листопаді 2002. На цих виборах АНП Шюсселя розбила АПС, переманивши більш ніж половину гайдерових виборців (частка АПС скоротилася з 27 до 10 %). Гайдерова спроба знов стати провідником партії провалилася, й відтоді АПС уже ніколи не повернулася на рівень популярності дев'яностих років. Проте на регіональних виборах у Каринтії вона досі лишається сильною (2004 — 42 %).
Провали підсилили бродіння всередині АПС, і 2005 Гайдер, Урсула Гаубнер, віцеканцлер Губерт Горбач та їхні прихильники вийшли з АНП, утворивши нову партію — Альянс за майбутнє Австрії (нім. Bündnis Zukunft Österreich, BZÖ). Залишаючись у коаліції з Австрійською народною партією, Альянс став непримиренним ворогом АПС. Обидві партії внаслідок цього розгубили голоси, й на федеральних виборах 2006 року нова Гайдерова партія заледве перевалила за 4-відсотковий поріг.
Політичну програму Альянсу ґрунтовано на вимогах консервації «старої Європи» (відмова від рівних прав для нових країн-членів ЄС), на вимогах обмежити імміграцію, підтримати місцеве сільське господарство (аж до націоналізації), запровадити пласку шкалу прибуткового податку й податку на валютні спекуляції.
На парламентських виборах 2008 року Альянс за майбутнє Австрії посів четверте місце з 11 % голосів, що давало 21 місце в федеральних зборах.

### Загибель
Йорґ Гайдер загинув унаслідок автомобільної аварії неподік від Клагенфурта. Службовий автомобіль Гайдерів «VW Phaeton» уночі пішов на обгін і вилетів із траси. Як повідомили представники місцевої поліції, авто перекинулося кілька разів, політик дістав важкі травми голови та грудної клітини, й на шляху до лікарні помер.
У день загибелі мешканці Клагенфурта, столиці австрійської землі Каринтія, приходили до будівлі регіонального парламенту, де багато років працював Гайдер, щоб пошанувати його пам'ять і написати добрі слова в книзі співчуттів. На згадку про нього на місці трагедії було запалено сотні свічок. «Він хотів зробити стільки всього хорошого, — відзначив колишній канцлер Австрії Вольфганг Шюссель — Завдяки йому було проведено багато реформ в Австрії та Каринтії, що були б просто неможливі без нього».

## Винесення
1. 1 2  Wer ist Wer
2. ↑  Deutsche Nationalbibliothek Record #118854208 // Gemeinsame Normdatei — 2012—2016.
3. 1 2 3 4  Dr. Jörg Haider — Österreichisches Parlament, 2008.
4. ↑  Жители Австрии оплакивают Йорга Хайдера. Архів оригіналу за 16 жовтня 2008. Процитовано 12 жовтня 2008.